# لینگا (استان پومرانی)
لینگا (به لاتین: Linia) یک روستا در لهستان است که در گمینا لینگا واقع شده‌است. لینگا ۱٬۴۰۵ نفر جمعیت دارد.